# ムフシン・ヤジュール
ムフシン・ヤジュール（Mohcine Iajour、1986年6月14日 - ）は、モロッコ出身の同国代表サッカー選手。ポジションはフォワード。
ムフシン・ヤジョーリと表記されることもある。

## 来歴
2014年に初めてモロッコ開催となった、クラブワールドカップで、開催国王者として初めて決勝進出に貢献した選手

### 代表
2004年からサッカーモロッコ代表に選出されている。

## 所属クラブ
- ラジャ・カサブランカ2003-2007
- FC Chiasso　2007-2008
- シャルルロワSC2008-2010
- ウィダード・カサブランカ2010-2012
- ラジャ・カサブランカ2012-2014
- マグリブ・テトゥアニ2014-2015
- カタールSC2015-2016
- アルアハリSC2016
- アル・ホールSC2016-2017
- ラジャ・カサブランカ 2017-